# Saint-Crépin (Hautes-Alpes)
Saint-Crépin település Franciaországban, Hautes-Alpes megyében. Lakosainak száma 716 fő (2022. január 1.). Saint-Crépin Arvieux, Champcella, Eygliers, Réotier és La Roche-de-Rame községekkel határos.

## Népesség
A település népessége az elmúlt években az alábbi módon változott:
| Lakosok száma | 400  | 507  | 533  | 583  | 665  | 703  | 733  | 737  | 732  | 716  |
|               | 1968 | 1982 | 1990 | 2006 | 2013 | 2015 | 2017 | 2019 | 2020 | 2022 |